# Kolzenburg
Kolzenburg ist ein Ortsteil von Luckenwalde, der Kreisstadt des Landkreises Teltow-Fläming in Brandenburg. Der Ort liegt südlich der Kernstadt Luckenwalde.

## Geschichte und Etymologie
Kolzenburg wurde erstmals 1285 urkundlich erwähnt, als Luckenwalde zusammen mit elf weiteren Dörfern, darunter auch dieses Dorf von den magdeburgischen Ministerialen Oltzo und Wedego von Richow an das Kloster Zinna verkauft wurde. Experten gehen davon aus, dass es zuvor eine slawische Siedlung gab, die rund 900 Meter nördlich des noch im 21. Jahrhundert vorhandenen Ortskerns bestand. Rund 550 Meter südlich soll sich weiterhin eine Burg befunden haben, die einem Ritter Kolz gehörte. Zum Ende des 15. Jahrhunderts erstellten die Zisterzienser ein Verzeichnis, aus dem ersichtlich ist, dass die Dorfbewohner dem Kloster zwei Tage Hand- und Spanndienste leisten mussten.
Bis 1781 bewirtschafteten die Bauern aus Kolzenburg und Luckenwalde ein gemeinschaftliches Weiderevier, das als Mühlengehege bezeichnet wurde. Durch eine Separation, die zwischen den Jahren 1781 bis 1783 stattfand, wurde diese gemeinschaftliche Hütung aufgehoben. Wie aus einer Entscheidung des Königlichen Obertribunals hervorging, fiel die Lindenberger Mühle dabei nach Kolzenburg. In der Zeit der Befreiungskriege wurde Kolzenburg 1806 von französischen Soldaten überfallen und ausgeplündert. Der Ort erholte sich jedoch von den Kriegswirren. Aus den 1830er Jahren sind im Ort die Existenz einer Mühle, einer Tuchfabrik, einer Wassermühle sowie je eine Walk- und Sägemühle sowie ein Krug und sieben Wohnhäuser überliefert. 1839 befestigen Handwerker die Chaussee zwischen Luckenwalde und Jüterbog. Kolzenburg erhielt damit Anschluss an einen wichtigen Handelsweg. In der Nacht zum 27. Juli 1855 brach ein Feuer im Ort aus und zerstörte sämtliche Gebäude. In der Zeit von 1855 bis 1888 bestand im Ort ein Wildpark. Mit Stand 1. Dezember 1871 lebten im Ort 53 Familien in 35 Wohngebäuden, darunter 163 männliche und 152 weibliche Einwohner. Nach 1897 kam es zu einem bescheidenen wirtschaftlichen Aufschwung, nachdem der Ort an die Königlich Preußische Militär-Eisenbahn angeschlossen wurde. Der kleine Ort erschien in den Tagebüchern von Harry Graf Kessler aus den Jahren 1880–1937. Er beschrieb, wie er am 16. September 1896 von Kolzenburg nach Jänickendorf ritt. Auf dem Rückweg wurde er von zwei weiteren Personen begleitet, mit denen er gemeinsam im Mühlbach baden ging. Er schrieb: „ein merkwürdiges Bild, wir drei nackten Menschenkinder im Mondschein auf der Wiese.“.
Im Zeitraum der durch die neue Kommunalverfassung bedingten Eingemeindungen zwischen 1928 und 1931 wurde der nördliche gelegene Wohnplatz Lindenberg zur Gemeinde zugesprochen.
1941 trat die Nuthe über ihre Ufer; das Hochwasser richtete schwere Schäden im Ort an. Nach dem Ende des Zweiten Weltkrieges kamen zahlreiche Umsiedler nach Kolzenburg. Die Einwohnerzahl stieg an; im Neuhofer Weg entstanden zwischen 1948 und 1949 neue Wohnhäuser. 1952 gründete sich eine LPG. Am 12. Oktober 1953 feierte die Kirchengemeinde die Kirchweihe einer neuen Kapelle. Das Bauwerk wurde zusammen mit einer Wohnung errichtet, die ein Ensemble bilden. 1988 fanden Arbeiter bei Erdarbeiten mittelalterliche Münzen. Kolzenburg wurde zusammen mit Frankenfelde am 6. Dezember 1993 nach Luckenwalde eingemeindet. Zur Jahrtausendwende stellten Arbeiter einen historischen Dorfteich wieder her. Im Jahr 2010 feierte der Ort sein 725-jähriges Jubiläum. Zwei Jahre später konnte nach einem Jahr Sanierungsarbeiten ein Gemeindezentrum der Öffentlichkeit wieder übergeben werden. 2016 begannen die Arbeiten an einem Neubau eines Feuerwehrhauses, das am 22. März 2017 der Öffentlichkeit übergeben wurde.

## Sehenswürdigkeiten
- Die Villa Lindenberg in der Chausseestraße 1 steht unter Denkmalschutz.
- In der Liste der Baudenkmale in Luckenwalde ist für Kolzenburg ein Baudenkmal aufgeführt.
- In der Liste der Naturdenkmale in Luckenwalde sind für Kolzenburg sechs Naturdenkmale aufgeführt.
- In der Liste der Bodendenkmale in Luckenwalde sind für Kolzenburg sechs Bodendenkmale aufgeführt.

## Wirtschaft
Ein Hotel mit Gasthaus sowie eine Pension richten sich vornehmlich an Touristen. Daneben sind ein Partyservice, ein Wäschereiservice sowie ein Kunsthandwerker im Ort aktiv.